# Iglesia de San Pedro y San Pablo (Shefa-'Amr)
La Iglesia de San Pedro y San Pablo (en árabe: كنيسة القديسين بطرس وبولس) es el nombre que recibe un edificio religioso que se encuentra en la ciudad de Shefa-Amr, Israel en uno de los puntos importantes de la ciudad vieja. Tiene un campanario alto y una gran cúpula púrpura que solía ser de color azul hasta que fue cambiada en el año de 2009. Las misas se llevan a cabo en la iglesia en árabe porque los católicos griegos son la mayoría en la ciudad, es además considerada la principal iglesia de la localidad. Pertenece a la archieparquía de Acre de la Iglesia greco-melquita católica.
La iglesia fue construida durante el gobierno del Imperio otomano, bajo Uthman al-Zahir, hijo del gobernante árabe Zahir al-Umar, que hizo promesa de construirla si su fortaleza era terminada con éxito.

## Véase también

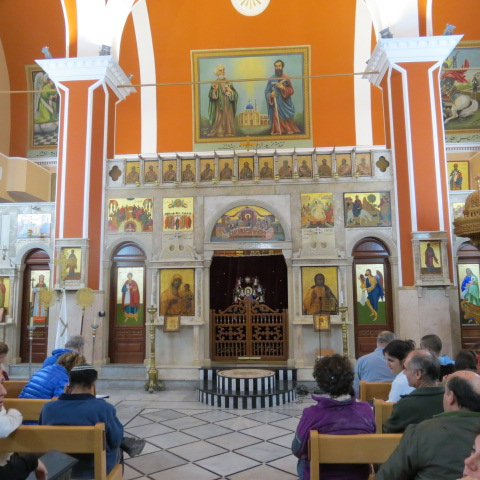
Vista interna